# Колібрі-смарагд золотохвостий
Колі́брі-смара́гд золотохвостий (Chlorostilbon russatus) — вид серпокрильцеподібних птахів родини колібрієвих (Trochilidae). Мешкає в Колумбії і Венесуелі.

## Опис
Довжина самців становить 8-8,5 см, самиць 7-7,5 см, вага 3,2-3,6 г. У самців верхня частина голови і верхня частина тіла золотисто-зелені, блискучі, верхні покривні пера хвоста мідно-зелені. Нижня частина тіла золотисто-зелена, боискуча. Хвіст дещо роздвоєний, золотисто-мідний. Дзьоб короткий, прямий, чорний.
У самиць верхня частина голови, верхня частина тіла, боки і нідхвістя мідно-зелені, нижня частина тіла чорнувато-сіра, боки дещо зеленуваті. Хвіст дещо роздвоєний, зеленувато-мідний, крайні 4 пари стернових пер мають на кінці міндо-фіолетову смугу, кінчики у них світлі. Дзьоб короткий, прямий, чорний. Забарвлення молодих птахів є подібне до забарвлення самиць, ожнак пера на голові у них мають рудуваті краї.

## Поширення і екологія
Золотохвості колібрі-смарагди мешкають в нижній течії річки Магдалена  на півночі Колумбії і в районі Санта-Марта, зокрема в гірському масиві Сьєрра-Невада-де-Санта-Марта, в також в горах Сьєрра-де-Періха на кордоні Колумбії і Венесуели. Вони живуть у відкритих і напіввідкритих місцевостях, зокрема на узліссях тропічних лісів, в чагарникових заростях, на полях і плантаціях. Зустрічаються на висоті до 2600 м над рівнем моря, переважно на висоті від 500 до 1700 м над рівнем моря. Ведуть переважно осілий спосіб життя, іноді здійснюють висотні міграції. 
Золотохвості колібрі-смарагди живляться нектаром квітучих рослин з родин бобових, маренових, геліконієвих і геснерієвих, а також комахами, яких ловлять в польоті або збирають з рослинності. Шукають їжу на висоті від 4 до 12 м над землею. Гніздяться у травні-червні. Гніздо чашоподібне, встелюється рослинним пухом, розміщується на гілці, на висоті 0,8 м над землею. В кладці 2 яйця. Інкубаційний період триває 15-16 днів, пташенята покидають гніздо через 20 днів після вилуплення.